# Horst Seehofer
Horst Lorenz Seehofer (Ingolstadt, 4 luglio 1949) è un politico tedesco, dal marzo 2018 al dicembre 2021 ministro dell'Interno, dei lavori pubblici e della comunità della Germania nel Governo Merkel IV. È stato presidente della CSU dall'ottobre 2008 al gennaio 2019 (da allora è presidente onorario) e presidente della Baviera dal 2008 al 2018. 
A livello federale è stato membro del Bundestag tedesco per 28 anni (dal 1980 al 2008), dal 1992 al 1998 ministro federale della sanità (nel Governo Kohl IV e V), e dal 2005 al 2008 ministro federale dell'alimentazione, dell'agricoltura e della protezione dei consumatori nel Governo Merkel I. È considerato espressione della CSU bavarese più conservatrice.

## Biografia
Figlio di Lorenz Seehofer (camionista e operaio edile) e di Grete Hausfrau, tre fratelli, è cresciuto a Ingolstadt. Dopo la scuola secondaria, Seehofer ha iniziato a lavorare come impiegato statale nell'amministrazione locale di Ingolstadt. 
Alle elezioni statali del 2008, la CSU, che dal 1957 è ininterrottamente alla guida della Baviera, aveva perso il 17% dei voti e la maggioranza assoluta nel parlamento regionale. Così, il Primo Ministro Günther Beckstein ed il leader del partito, Erwin Huber, si sono dimessi entrambi dai rispettivi incarichi: Seehofer è stato rapidamente proposto come successore nelle due cariche. Al congresso della CSU del 25 ottobre 2008 è stato eletto nuovo presidente del partito con il 90% circa dei voti, ed il successivo 27 ottobre il Parlamento bavarese l'ha eletto nuovo Ministro presidente, con i voti determinanti del FPD: il suo è il primo esecutivo di coalizione in Baviera dal 1962.
 La CSU diviene nello stato bavarese l'alleato critico della CDU di Angela Merkel, nell'ambito di una coalizione storica fra i due partiti che durava da 70 anni.
In accordo con l'articolo 57 della Costituzione Tedesca il presidente del Bundresrat Horst Seehofer è designato sostituto capo dello Stato della Repubblica Federale Tedesca in concomitanza con le dimissioni del Presidente della Repubblica Christian Wulff, rassegnate il 17 febbraio 2012. Il 18 marzo ha lasciato il posto di presidente federale a Joachim Gauck.
Nel 2013 la CSU vince le elezioni.
Il 14 marzo 2018 diviene Ministro dell'Interno nel Governo Merkel IV, lasciando l'incarico come presidente della Baviera a Markus Söder. Ha assunto immediatamente una posizione molto rigida nei confronti dell'immigrazione, inasprendo le regole. Il 4 luglio 2017 ha festeggiato per l'espulsione dal territorio tedesco verso l'Afganistan di 69 persone, ironizzando sulla circostanza che i 69 afghani avevano lasciato la Germania proprio nel suo 69º compleanno. Nei giorni successivi ha dovuto confermare che uno dei 69 rimpatriati, un ragazzo di 23 anni che aveva vissuto in Germania da quand'era quindicenne, si è suicidato non appena arrivato in un centro d'accoglienza di Kabul. Nei giorni successivi si è aperto un caso politico, in quanto i politici appartenenti a quasi tutti gli schieramenti, fatta eccezione per i sostenitori di Seehofer e i membri del partito di destra Alternative für Deutschland, ne hanno chiesto le dimissioni.
Il 2 luglio 2018 ottiene da Angela Merkel un accordo che rivede radicalmente la politica migratoria della Germania, dopo l'apertura dei confini del 2015 che aveva permesso l'ingresso di circa un milione di profughi siriani nel paese. Seehofer ha il mandato di introdurre controlli e restrizioni lungo il confino con l'Austria, istituendo centri di transito temporanei, come quelli già esistenti negli aeroporti, dai quali i richiedenti asilo possono essere respinti fino al confine, qualora il paese di provenienza sia concorde nel riaccoglierli.
Nel novembre 2018 comunica di lasciare la presidenza della CSU, pertanto dal 19 gennaio 2019 è stato sostituito da Markus Söder.

## Vita privata

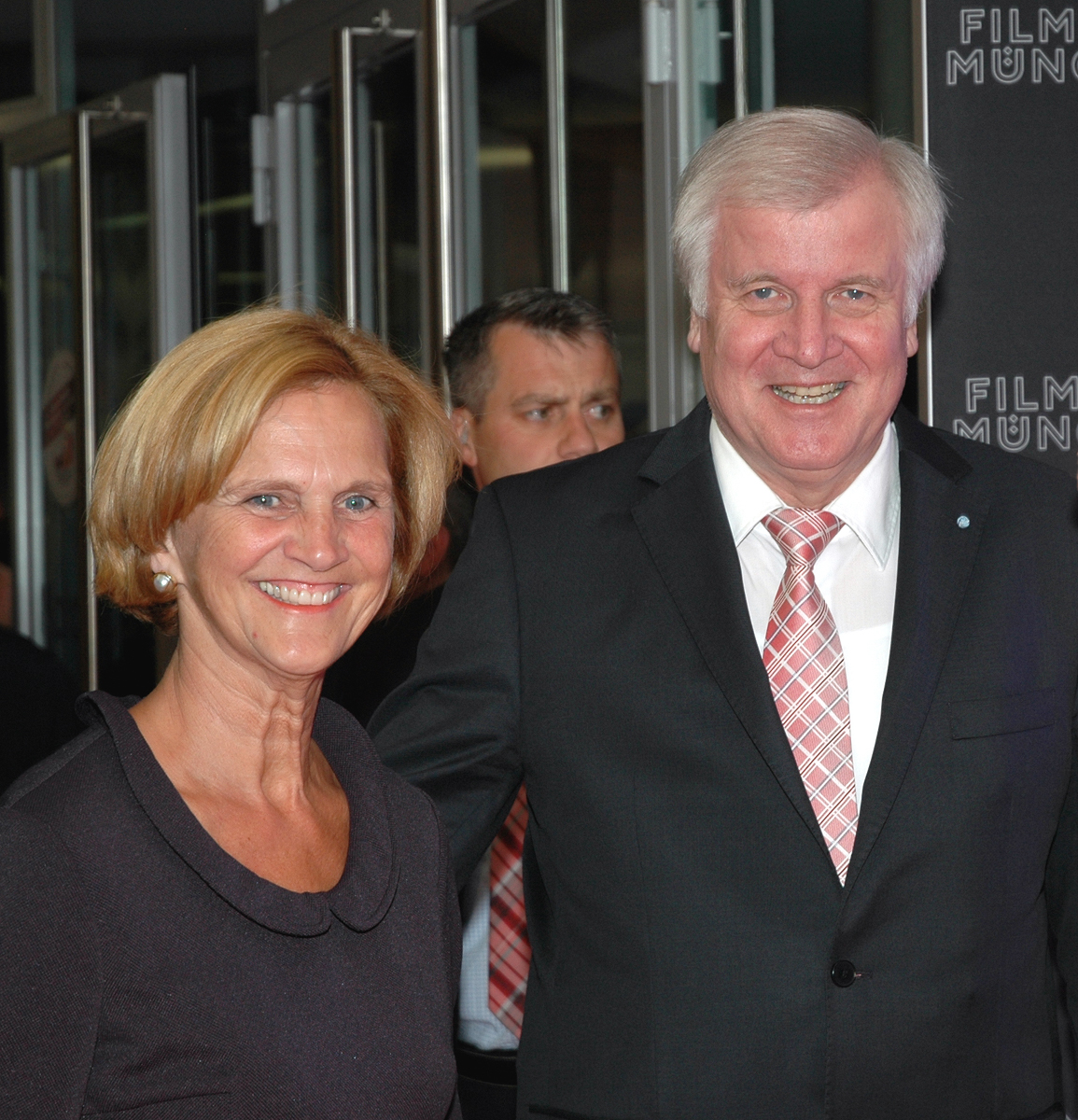
Karin e Horst Seehofer all'apertura del 32° Filmfest München (Festival del cinema di Monaco), 2014

Seehofer si è sposato una prima volta con Christine Hildegard (dal 1974 al 1982) ed una seconda volta con Karin Seehofer nel 1985. Da questo secondo matrimonio tre i figli (Ulrike, Andreas, Susanne). Ha un'altra figlia nata nel 2007 da una relazione extraconiugale.
È cattolico romano e ha la residenza nel distretto di Ingolstadt Gerolfing.